# M/S Gurli
M/S Gurli är ett svenskt passagerarfartyg, som trafikerar Saltsjön i Stockholm för Rederiaktiebolaget Ballerina.
M/S Gurli byggdes 1871 på Bergsunds Mekaniska Verkstad i Stockholm som S/S Nya Åkers Kanal och levererades till Bolaget för Ångbåtsfart å Åkers Kanal, Stockholm, för trafik på traden Stockholm - Vaxholm - Margretelund - Näs - Tuna - Åkersberga - Toftesta/Brottby i Garnsviken.
M/S Gurli har från trafikerat SL:s båttrafik Sjövägen mellan Frihamnen och Nybroplan i Stockholm.

## Historik
Tidslinje
- 1871. Insatt mellan Stockholm - Vaxholm - Margetelund - Näs - Tuna - Åkersberg - Toftestaholme.
- 1876. Omdöpt till ÅKERS KANAL.
- 1884 06. Såld till G F Lundberg, Stockholm. Omdöpt till LOFÖ.
- 1884 06. Insatt mellan Stockholm - Lullehov - Lunda.
- 1884 08 19. Vid avgång från Riddarholmen fick man väja för TESSIN och Kapten begär back i maskin, men av okänd anledning så blir det tvärtom, full fart framåt och fartyget kör in i järnvägsbron, där det blir skador på mast och överbyggnad.
- 1885. Såld till Firma Wilhelm H. Kempe, Södertälje. Omdöpt till TROSA.
- 1885. Insatt mellan Stockholm - Södertälje - Trosa.
- 1887. Så går man ihop med Ångbåtsbolaget Mälaren, för att bilda Nya Ångbåtsbolaget Mälaren, Södertälje.
- 1897. Såld till Ångfartygs AB Strömma Kanal, Stockholm. Omdöpt till GURLI.
- 1897. Insatt som hjälpbåt mellan Stockholm - Strömma Kanal - Sandhamn.
- 1898 08 06. Såld till Nora - Nylands Ångbåts AB, Härnösand.
- 1898 08. Insatt mellan Härnösand - Noraström.
- 1901 04 13. Såld till Noraströms Nya Ångbåts AB, Nora.
- 1905. Ny ångmaskin och panna installeras vid Hernösands Mekaniska Verkstad & Warf AB, Härnösand.
- 1917. Såld till Hernösand - Sollefteå Ångfartygs AB, Härnösand.
- 1920. Ombyggd.
- 1935 04 02. Såld till p/r Gurli, Sundsvall (huvudredare Johan Valdemar Johansson).
- 1936 08 31. Såld till Sundsvalls Förenade Stuveri AB, Sundsvall.
- 1954 08 16. Såld till AB Emil Bredenberg, Sundsvall.
- 1954. Såld till AB Sturea (Kapen Sture Andersson), Stockholm.
- 1964. Motoriseras fartyget.
- 1972. Såld till Rederi AB Ballerina, Stockholm.
- 1975. Ny diesel installeras.
- 2000. Såld till Gustaf Myrsten, Slite. Påbörjas renovering av fartyget.
- 2009 12 21. Såld till Rederi AB Ballerina, Stockholm.
- 2012. Ombyggd vid Kummelnäs varv med bland annat ny inredning, nytt maskineri. fartyget kan göra stävtillägg.
- 2012 03 02. Återlevererad.
- 2012 03 12. Insatt i trafik för Sjövägen.
- 2012 06 - 2012 08. Insatt mellan Nybroplan - Hålludden för besökare till konsthallen Artipelag.
- 2012 - 2019 12 31. Insatt på SL linje 80 (Sjövägen).
- 2020 03 02 - 2021 06. Utchartrad till trafikverket för trafik mellan Riddarholmen - Klara mälarstrand under ombyggnaden av gång och cykelbron över norrström.

## Galleri

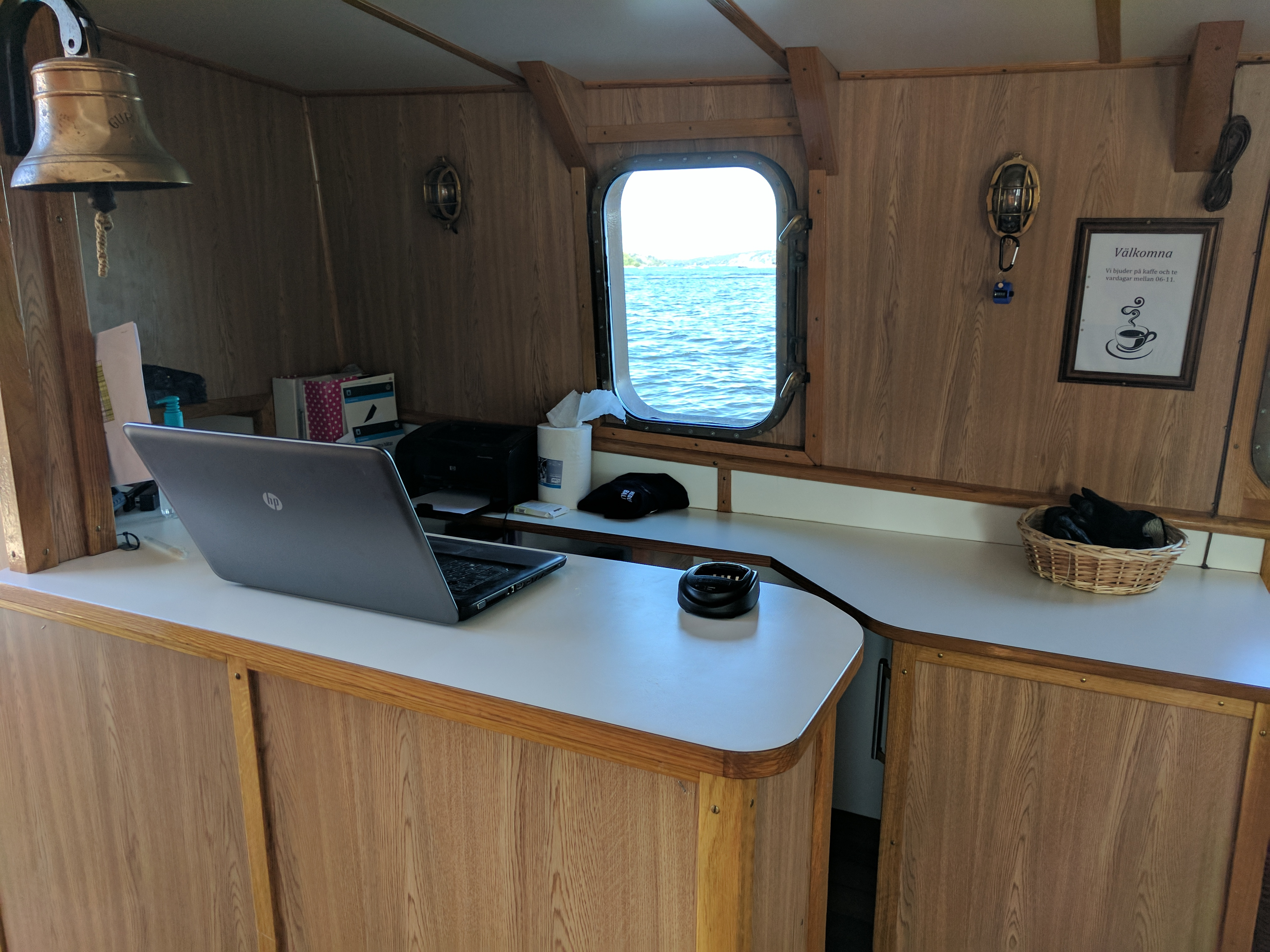
Informationsdisk
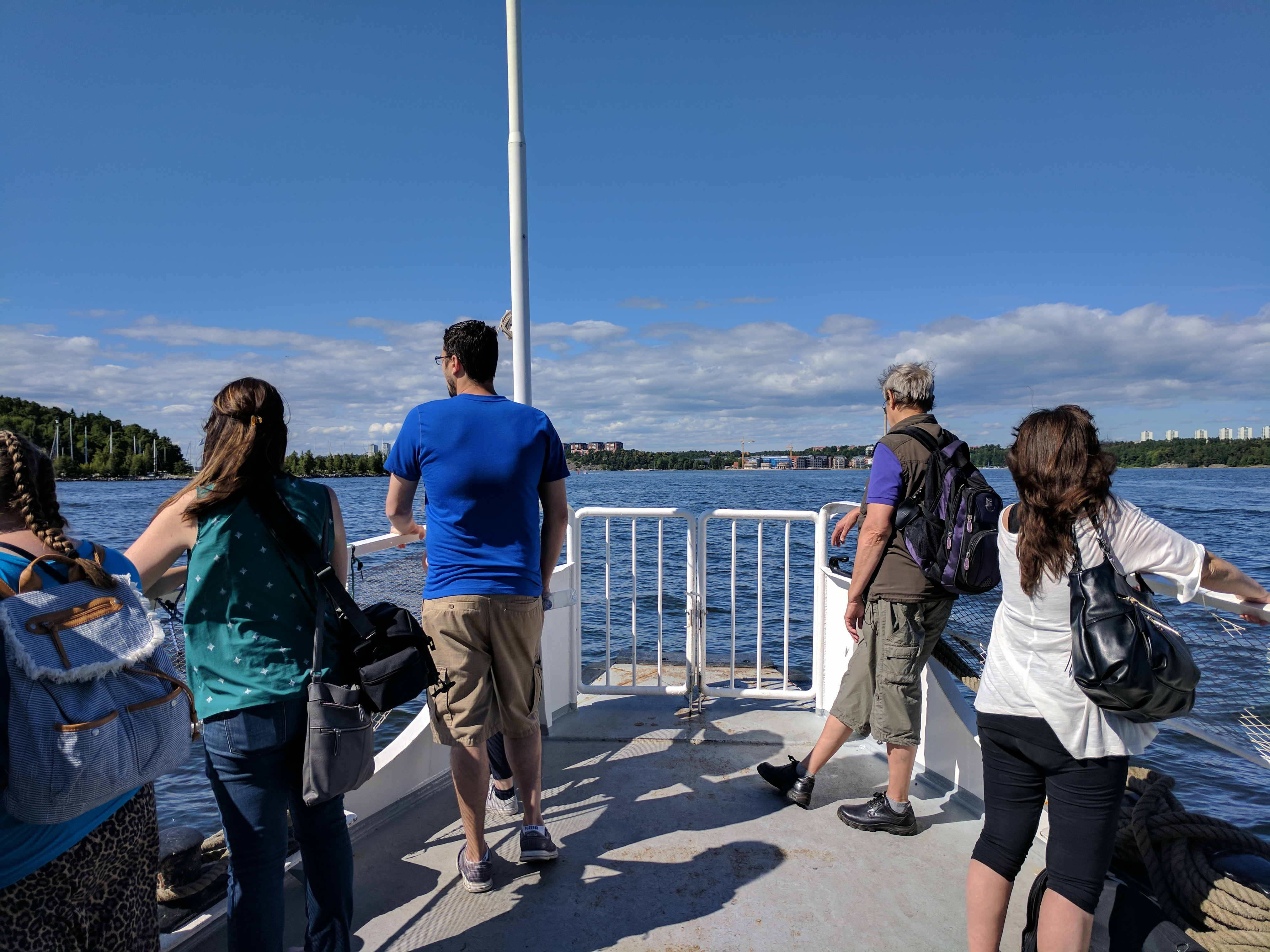
Fören
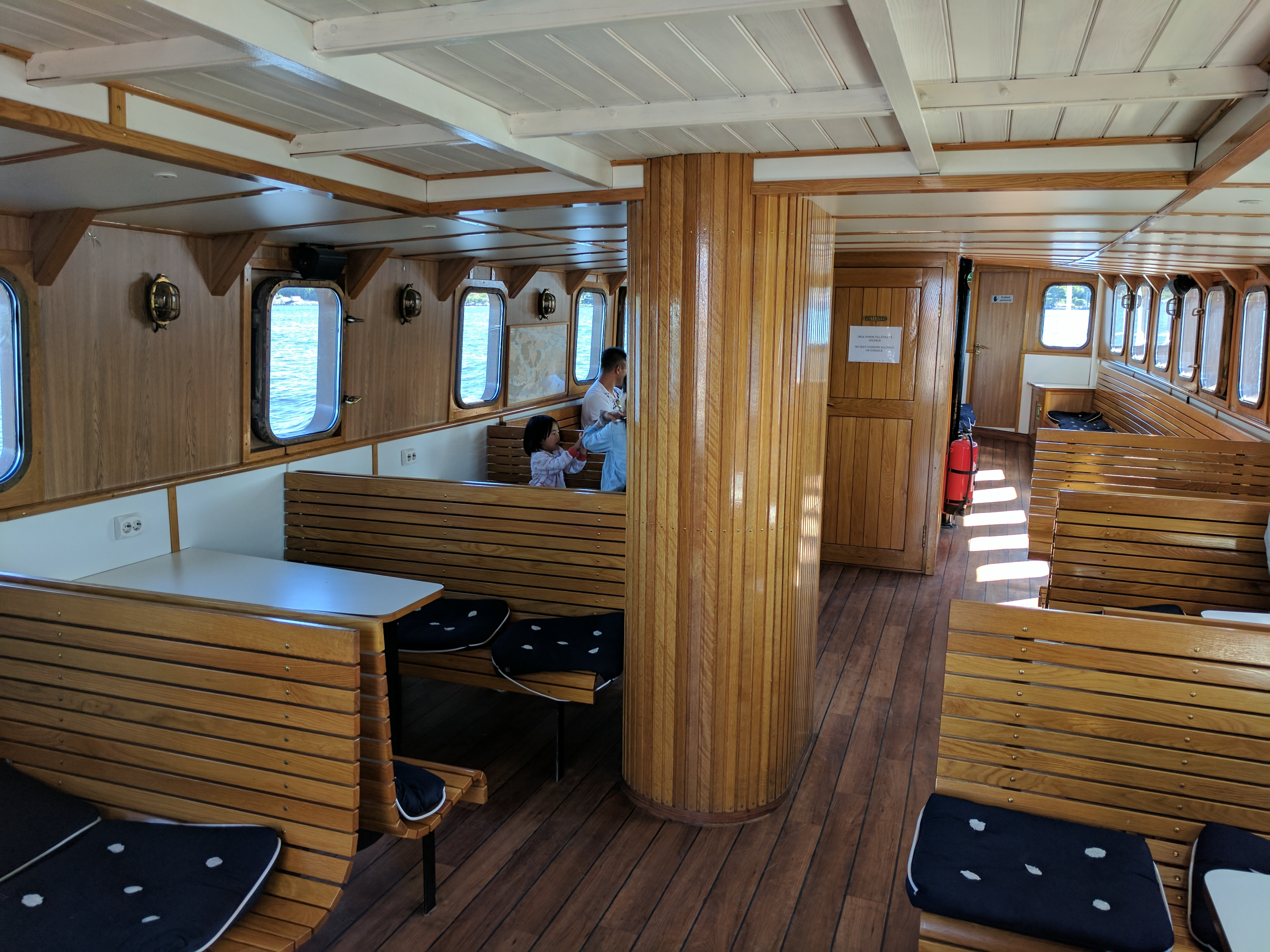
Insidan
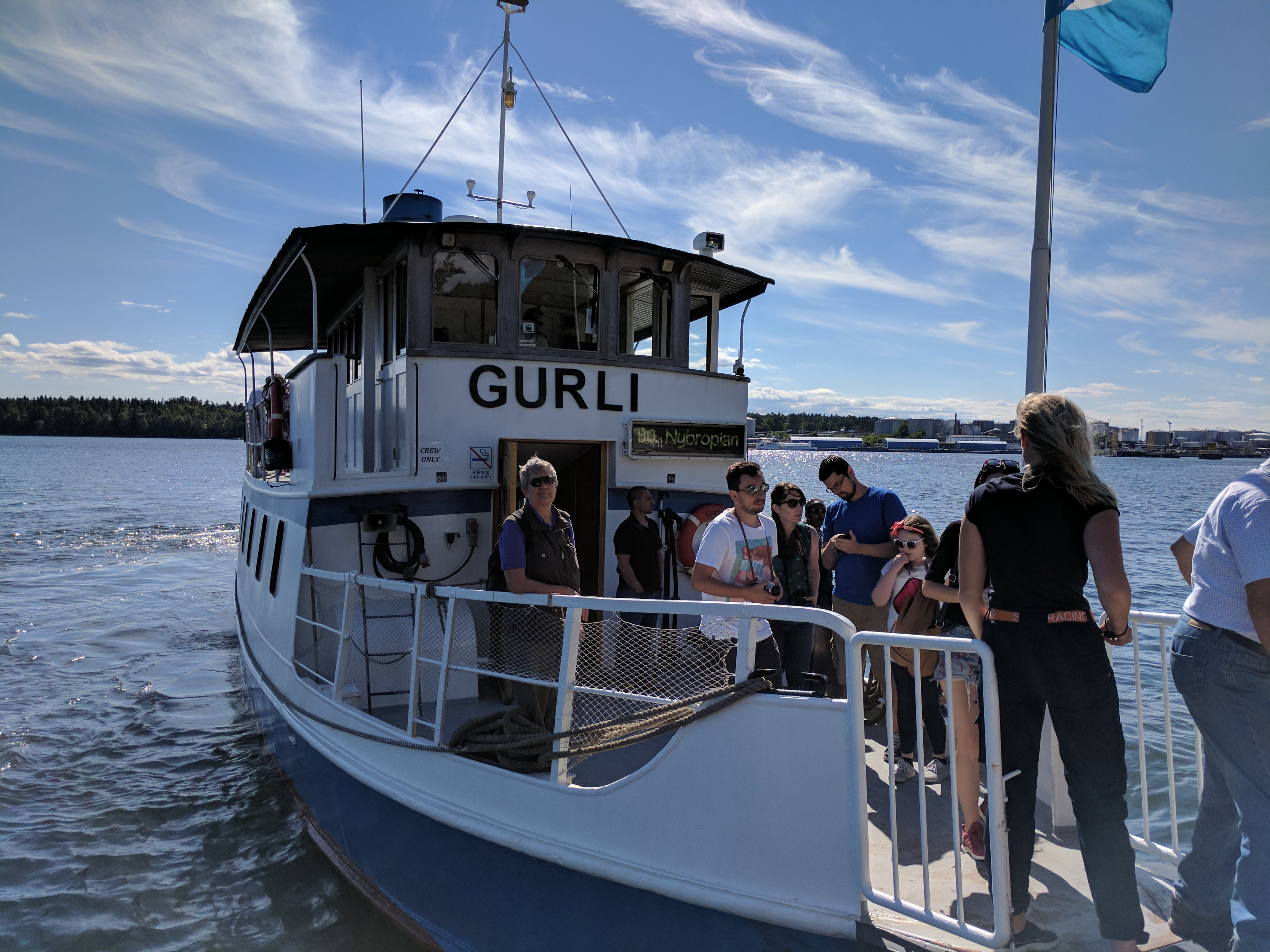
Båten i Lidingö
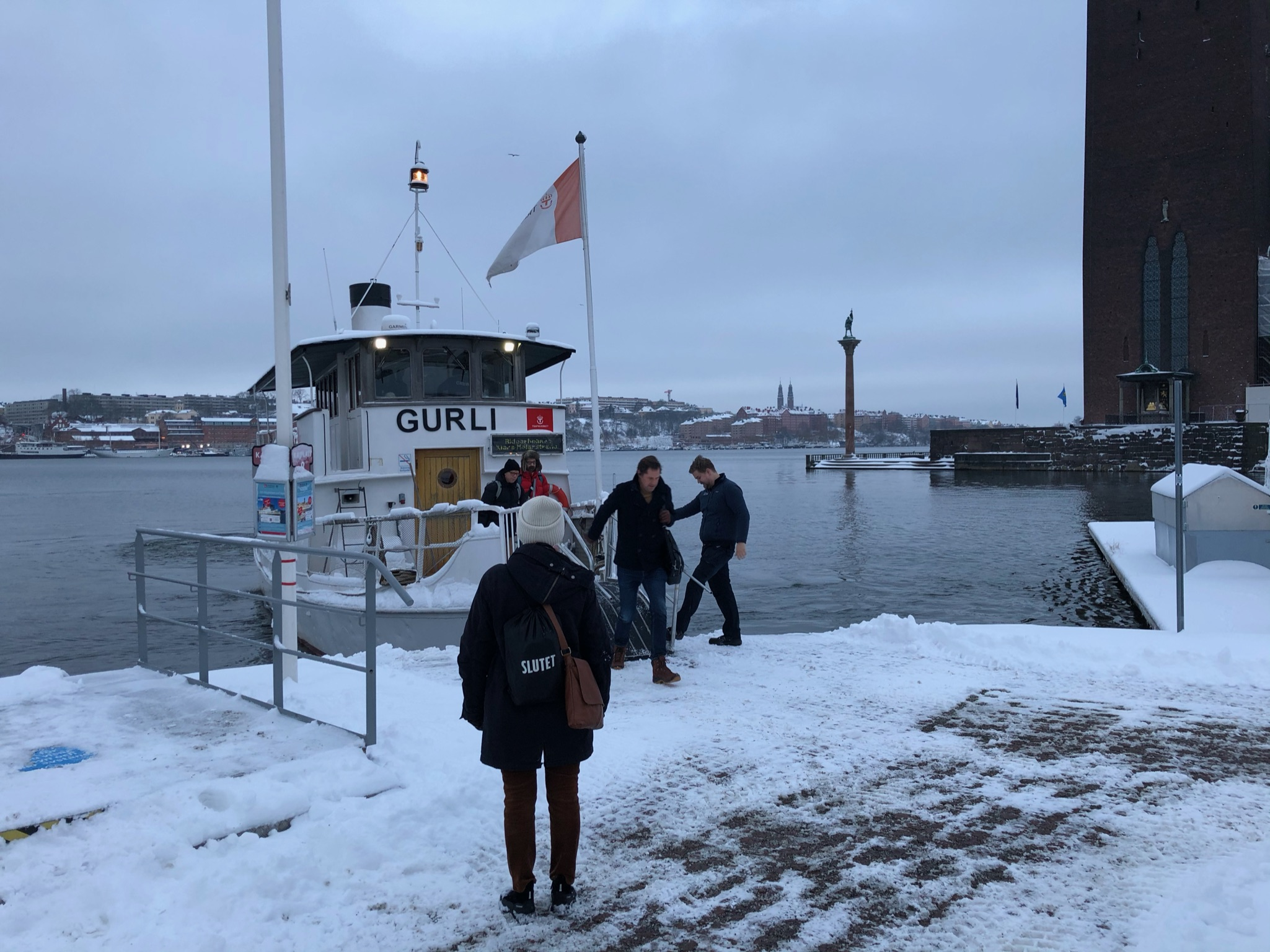
I Trafikverkets regi mellan Klara mälarstrand (bilden) och Riddarholmen.